# Jasmin Gassmann

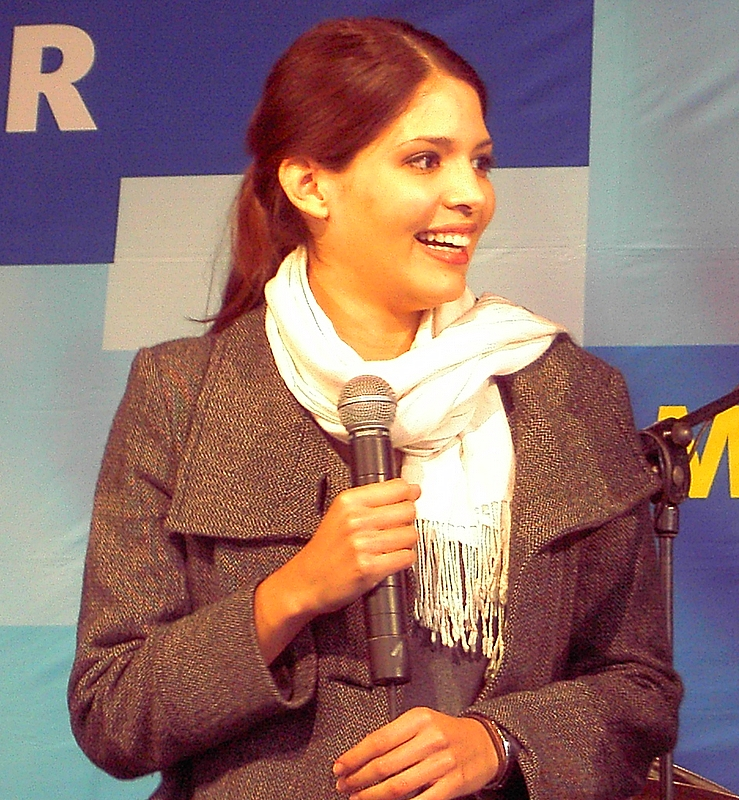
Jasmin Gassmann früher Lord (2008)

Jasmin Gassmann, auch bekannt als Jasmin Lord, (* 6. November 1989 in Stuttgart) ist eine deutsch-kolumbianische Schauspielerin und Regisseurin.

## Biografie
Jasmin ist die Tochter der Kolumbianerin Carmen Lord und des deutschen Rechtsanwalts Gerald Gaßmann. Sie zog mit 16 Jahren in den US-Bundesstaat New York City und absolvierte dort ein zweijähriges Schauspiel- und Regiestudium an der New York Film Academy. Für ein weiteres Semester besuchte sie in New York die Schauspielschule Stella Adler Studio of Acting. Des Weiteren spielte sie dort in einigen Theaterstücken mit. Elena Jesse ist ihre Cousine.
Von 2008 bis 2011 hatte sie eine durchgängige Hauptrolle in der Serie Verbotene Liebe. Ihre bislang bekannteste Rolle hatte sie 2013 im Film Blutsschwestern – jung, magisch, tödlich, in dem sie die Hexe Milla spielte. Von 2016 bis 2022 studierte sie an der Filmakademie Baden-Württemberg Regie. Seit 2021 ist sie in der Krimiserie SOKO Stuttgart zu sehen.

## Filmografie

### Regiearbeiten
- 2013: How to make it in America
- 2014: Antlitz des Bösen (Kurzfilm)
- 2015: The Happiest Man (Langfilmdokumentation)
- 2017: Share the Meal (Social Spot)
- 2018: Heiligs's Blechle (Serienpilot)

### Als Schauspielerin
- 2008–2011: Verbotene Liebe
- 2008: Ends Meet
- 2011: Abrechnung mal anders
- 2012: Honeymoon Hotel
- 2012: Radio Silence – Der Tod hört mit (On Air)
- 2012: Alarm für Cobra 11 – Das Aupairgirl
- 2013: Blutsschwestern – jung, magisch, tödlich
- 2013: Rosamunde Pilcher – Evitas Rache
- 2013: Systemfehler – Wenn Inge tanzt
- 2014: Wilsberg: 90-60-90
- 2016: Vier gegen die Bank
- 2016: Zazy
- 2016: Katie Fforde: Das Schweigen der Männer
- 2016: Katie Fforde: Du und ich
- 2017: Bullyparade – Der Film
- 2017: Nord Nord Mord – Clüver und die wilde Nacht
- 2018: Vielmachglas
- 2018: Hubert und Staller – Weiblich, böse, tot
- 2018: SOKO Leipzig – Goldkind
- 2018: EneMe
- 2019: Die Klempnerin – Wer nach Rache strebt, hält seine eigenen Wunden offen
- 2019: Watzmann ermittelt – Almsünde
- 2019: General
- seit 2021: SOKO Stuttgart

## Theater
- 2006: The Primary English Class
- 2006: Proof
- 2007: I had to be you
- 2007: Pizza Man

## Auszeichnungen
- 2009: Miss Soap (TV Digital)[3]
- 2011: German Soap Award – Sexiest Soapstar
- 2012: Screamfest Film Award für On Air[2]
- 2013: Shocking Shorts Award[2]
- 2013: Max Ophüls Preis (Wettbewerb) für Honeymoon Hotel[2]